# Łojewek
Łojewek [pronunciación en polaco: /wɔˈjɛvɛk/] es un pueblo ubicado en el distrito administrativo de Gmina Stawiski, dentro del Condado de Kolno, Voivodato de Podlaquia, en el norte de Polonia oriental. Se encuentra aproximadamente a 10 kilómetros al sur de Stawiski, a 23 kilómetros al sureste de Kolno, y a 68 kilómetros al oeste de la capital regional Białystok.